# Dánia–Norvégia
Dánia–Norvégia (dánul és norvégul: Danmark-Norge) egy kora újkori többnemzetiségű és többnyelvű reálunió volt Dánia és Norvégia (beleértve az akkori norvég tengerentúli területeket: a Feröer-szigeteket, Izlandot és Grönlandot is), valamint a Schleswigi és a Holsteini Hercegségek között. Az ország több gyarmattal rendelkezett, többek között Dán Guineával és Dán Nyugat-Indiával is. Az unió Dán–Norvég Birodalom (Det dansk-norske rige), Ikerbirodalom (Tvillingerigerne) és Oldenburgi Monarchia (Oldenburg-monarkiet) néven is ismeretes.
Az elődjének tekinthető Kalmari unió felbomlását követő viszálykodások lezárulta után, 1536-ban a két királyság perszonálunióra lépett, ami ezt követően reálunióvá vált és egészen 1814-ig állt fenn.

## Története
A norvég államtanácsot 1537-től kezdve nem hívták össze, de az ország megőrizte külön törvényeit és egyes intézményeit, mint például a királyi kancellár, a saját pénzverés és hadsereg.
A napóleoni háborúkban Dánia–Norvégia vereséget szenvedett, és Norvégia a kieli béke értelmében svéd uralom alá került, függő területeit azonban Dánia megtartotta. A norvégok elutasították a szerződés feltételeit, és az összehívott alkotmányozó gyűlés 1814. május 17-én kikiáltotta az ország függetlenségét. Az ezt követő svéd invázió a perszonálunió elfogadására kényszerítette a norvégokat, akik azonban megtarthatták liberális alkotmányukat és saját intézményrendszerüket, kivéve a külügyek irányítását. A Svédország és Norvégia közötti unió 1905-ig állt fenn.

## Fordítás
- Ez a szócikk részben vagy egészben a Denmark–Norway című angol Wikipédia-szócikk ezen változatának fordításán alapul.  Az eredeti cikk szerkesztőit annak laptörténete sorolja fel. Ez a jelzés csupán a megfogalmazás eredetét és a szerzői jogokat jelzi, nem szolgál a cikkben szereplő információk forrásmegjelöléseként.